# Corpus canonum Africano-Romanum
Das Corpus canonum Africano-Romanum, entstanden in der ersten Hälfte des 5. Jahrhunderts, ist die älteste bedeutende Kanones-Sammlung in lateinischer Sprache, deren Inhalt sich mit einiger Sicherheit rekonstruieren lässt. Die Sammlung selbst ist verloren, kann aber aus jüngeren Sammlungen erschlossen werden. 

## Entstehungsort und Bezeichnung
Ob das Corpus in Rom oder in Karthago entstanden sei, ist in der Forschung umstritten und hat zu wechselnden Bezeichnungen der Sammlung geführt. Cuthbert Turner trat für einen römischen Ursprung ein (und schlug Corpus canonum Romanum I als Titel vor), Eduard Schwartz hingegen befürwortete gerade aufgrund anti-römischer Spitzen eine Entstehung in Karthago und benannte die Sammlung in Corpus canonum Africanum um. Heute hat sich weitgehend Mordeks These durchgesetzt, dass die Sammlung zwar in Nordafrika entstand, aber in Rom erweitert wurde, und damit auch die Bezeichnung als Africano-Romanum.